# L'Auto-Record
L'Auto-Record és una casa d'Olot (Garrotxa) inclosa a l'Inventari del Patrimoni Arquitectònic de Catalunya.

## Descripció
És una casa entre mitgeres de planta rectangular amb teulat a dues aigües. Disposa de planta baixa, avui molt remodelada per albergar-hi un local comercial, dos pisos superiors i golfes. Cal ressaltar les motllures que emmarquen les finestres dels dos pisos, pintades de blanc, mentre que la façana és de color granat. Entre les obertures hi ha esgrafiats amb motius vegetals estilitzats. La simetria va regir en la composició de l'edifici. Una motllura separa el segon pis de les golfes, ventilades per tres finestretes d'estuc. Presenta un ampli voladís.

## Història
Durant la segona meitat del segle xix a Olot continuen les vicissituds bèl·lico-polítiques. Malgrat tot, a la vila i la comarca s'han anat generant un fort nucli industrial que portarà a un creixement de la ciutat i a una notable activitat artística. Culturalment, cal remarcar l'aparició de periòdics importants com El Deber, El Faro de la Montaña o La Aurora Olotense; cal destacar, també, l'aparició de l'Escola pictòrica d'Olot, que suposa l'entroncament de l'art català amb els corrents europeus. Urbanísticament, s'edifiquen nombroses cases al carrer Mulleres i carrer Bisbe Lorenzana, s'aixequen innombrables capelles i es fan els projectes de la plaça de Clarà i el passeig de Barcelona.